# Kolegium Filozoficzno-Teologiczne Polskiej Prowincji Dominikanów
Kolegium Filozoficzno-Teologiczne Polskiej Prowincji Dominikanów – uczelnia teologiczna Polskiej Prowincji Dominikanów z siedzibą przy krakowskim konwencie Świętej Trójcy. Kolegium jest miejscem wyższych studiów teologicznych dla dominikanów oraz dla członków innych zakonów i zgromadzeń zakonnych.

## Status prawny
Kolegium Filozoficzno-Teologiczne Polskiej Prowincji Dominikanów jest instytutem studiów wyższych w rozumieniu konstytucji apostolskiej Veritatis gaudium oraz posiada status "kościelnej szkoły wyższej" na mocy umowy między rządem Rzeczypospolitej Polskiej a Konferencją Episkopatu Polski w sprawie statusu prawnego szkół wyższych zakładanych i prowadzonych przez Kościół katolicki z dnia 1 lipca 1999 r.
W oparciu o umowę afiliacyjna zawieraną z jedną z polskich uczelni wyższych, studenci Kolegium realizują jednolite studia magisterskie z zakresu teologii, w specjalności kapłańskiej, a po ich ukończeniu uzyskują zawodowy tytuł magistra rozpoznawany przez polski system szkolnictwa wyższego.
Aktualnie Kolegium jest afiliowane do Collegium Bobolanum Akademii Katolickiej w Warszawie. Umowa i współpracy naukowej obydwu uczelni została zawarta 25 czerwca 2022 r. 

## Misja i specyfika
Kolegium za swój główny cel uznaje intelektualna formację kandydatów do kapłaństwa. Cel ten jest realizowany na drodze studiów filozoficzno-teologicznych, wraz z przygotowaniem katechetyczno-pedagogicznym. Studia w Kolegium cechują się szczególną wiernością wobec myśli św. Tomasza z Akwinu, zachowując otwartość i szacunek wobec innych tradycji teologicznych. Specyfiką dominikańskiego studium jest przywiązywanie wielkiej wagi do filozofii oraz do teologii dogmatycznej, co znajduje swój wyraz w poszerzonym programie nauczania tych dziedzin.
Program studiowania oraz sposób funkcjonowania Kolegium są określone przez Statut Kolegium Filozoficzno-Teologicznego Polskiej Prowincji Dominikanów, stanowiący część Ratio Studiorum Particularis Provinciæ Poloniæ, zatwierdzonego przez generała Zakonu, br. Gerarda Francisco Timonera III OP dnia 7 lipca 2022 roku. Powyższy program studiów oraz zasady funkcjonowania Kolegium pozostają zgodne z dominikańskim Ratio Studiorum Generalis oraz z powszechnym prawem Kościoła, w szczególności z konstytucją apostolską papieża Franciszka Veritatis gaudium.

## Kadra dydaktyczna
Prócz stałych pracowników naukowych, zajęcia dydaktyczne w Kolegium podejmują profesorowie dominikańscy zatrudnieni w międzynarodowych centrach studiów Zakonu (École biblique et archéologique française de Jérusalem, Papieski Uniwersytet św. Tomasza z Akwinu - Angelicum, Uniwersytet we Fryburgu itp.), a także pozazakonni specjaliści z różnych dziedzin filozofii i teologii, zarówno duchowni, jak i świeccy, przede wszystkim z Uniwersytetu Jagiellońskiego i Uniwersytetu Papieskiego Jana Pawła II w Krakowie. 

## Historia
Początki Kolegium sięgają pierwszych dekad XIV wieku. W roku 1304, obradująca w Tuluzie Kapituła Generalna Zakonu Kaznodziejskiego erygowała studium generale Polskiej Prowincji Dominikanów z siedzibą w Krakowie. Zgodnie z założeniami szkolnictwa dominikańskiego studium generale było ośrodkiem studiów najwyższego stopnia o charakterze międzynarodowym, posiadającym prawo przeprowadzania wszystkich egzaminów łącznie z bakalaureatem i magisterium teologii. W kolejnych dekadach po erygowaniu powstawały struktury krakowskiego Studium oraz niezbędna dla jego funkcjonowania infrastruktura, m.in. w 1403 r. przystąpiono do rozbudowy specjalistycznej biblioteki należącej dotąd do studium partykularnego, działającego przy krakowskim konwencie od końca XIII wieku. W 1519 r. krakowskie Studium generale uzyskało tzw. przywileje bolońskie, co świadczy o jego wysokim poziomie i znacznej liczbie studentów.
W kolejnych wiekach krakowskie Studium pozostawało najpoważniejszym ośrodkiem studiów Polskiej Prowincji Dominikanów, nawet jeśli z czasem – wobec powstawania nowych ośrodków studiów – stopniowo traciło swoją uprzywilejowaną pozycję. W XIX wieku, wskutek polityki zaborcy, krakowska uczelnia dominikanów straciła na znaczeniu i w konsekwencji, w roku 1886, utraciła status studium generalnego, stając się studium formalnym, będącym w dominikańskim systemie szkolnictwa uczelnią wyższą, lecz niższej rangi. Do rangi studium generalnego została na nowo przywrócona 4 grudnia 1950 r. przez ówczesnego generała Zakonu Dominikanów, Manuela Suáreza OP.
W okresie międzywojennym, ze względu na hermetyczność terminologii wewnątrzzakonnej, Studium przyjęło nazwę Kolegium Filozoficzno-Teologicznego i jako takie rozpoznawane było przez ówczesne Ministerstwo Wyznań Religijnych i Oświecenia Publicznego, łącznie z uznaniem odbywanych w Kolegium studiów za studia wyższe. Ten stan trwał aż do czasów bezpośrednio powojennych, kiedy to Kolegium utraciło prawo nadawania stopni naukowych i przez kolejne dekady funkcjonowało poza państwowym systemem szkolnictwa wyższego.
W 1985 r. Kolegium podpisało z Wydziałem Filozoficznym oraz Wydziałem Teologicznym Papieskiej Akademii Teologicznej w Krakowie (obecnie Uniwersytet Papieski Jana Pawła II) pięcioletnie umowy afiliacyjne, na mocy których absolwenci Kolegium mogli uzyskiwać podwójny stopień magistra: w dziedzinie filozofii i w dziedzinie teologii. Umowa z Wydziałem Teologicznym – kilkukrotnie przedłużana – wygasła w 2022 r. wraz z reformą kościelnego szkolnictwa wyższego. Od roku 2022 Kolegium afiliowane jest do Collegium Bobolanum Akademii Katolickiej w Warszawie.
W ostatnich latach, prócz dominikanów, w Kolegium studiowali także studenci z zakonu benedyktynów, bonifratrów, kamedułów, karmelitów bosych, salwatorianów oraz zmartwychwstańców.